# FK Dukla Praha
FK Dukla Praha é um clube de futebol da cidade de Praga, na República Tcheca.
Usa como cores amarelo e grená. Joga atualmente no Stadion Juliska, que tem capacidade para 8.150 espectadores. Foi fundado em 1948, com o nome de FK Dukla Dejvice.
O nome Dukla foi em homenagem a uma vila eslovaca que suportou uma invasão alemã durante a Segunda Guerra Mundial. O clube por muito tempo reuniu os melhores jogadores da Tchecoslováquia, com destaque especial para Josef Masopust, e era a base da seleção tchecoslovaca, mas mesmo em sua fase áurea não tinha tanta popularidade no país e decaiu bastante com a queda do comunismo local. Dono de um dos melhores times de futebol da década de 1960 e do Leste Europeu, já foi chamado de "o supercampeão mais odiado da história".

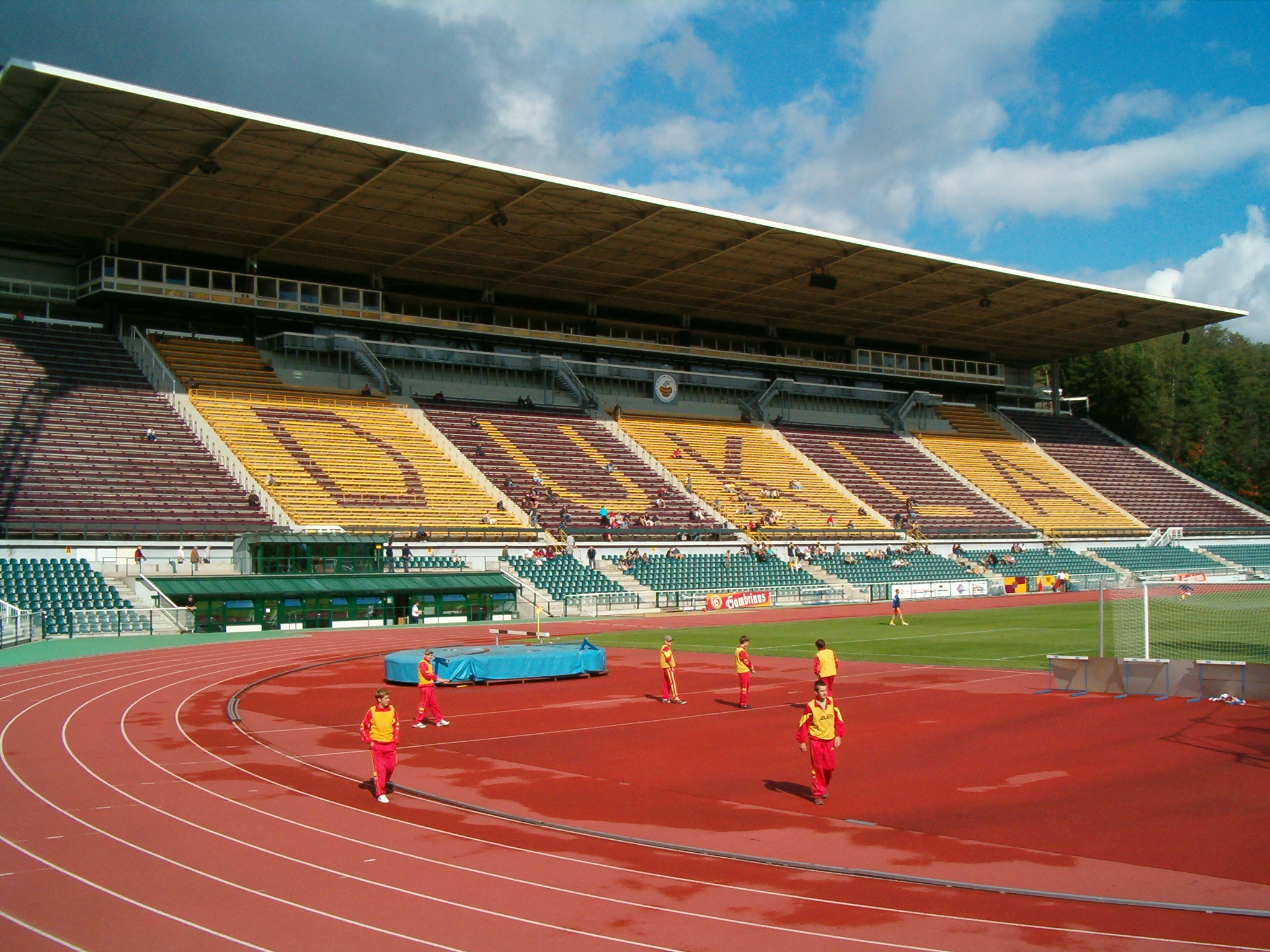
Tribuna principal após a reconstrução do estádio em 2011

## História
Esse Clube é considerado o Sucessor do antigo Dukla Praga, que mudou de nome em 1997, quando se mudou para Příbram. Antes de se tornar o novo Dukla Praga, o clube se chamava Dukla Dejvice, um time menor de Praga, fundado em 1959, e que então disputava o Campeonato de Praga (equivalente à quinta divisão).
Em 2001, o Dukla Dejvice adotou o nome e as cores do Dukla Praga e passou a jogar no antigo estádio do Dukla. o novo Dukla Praga foi campeão da segunda divisão em 2011 e vem se mantendo na primeira divisão desde então.

## Símbolos e referências do clube
O clube usa amarelo e vermelho, as cores tradicionais do clube. Em outubro de 2008, o clube usou camisas negras em uma partida de liga contra Most para homenagear o então falecido Josef Hájek, o homem responsável pelo retorno do futebol do Dukla.

## Estádio
Dukla joga seus jogos em casa no Stadion Juliska na área Dejvice de Praga. Ocasionalmente, o clube usa outros estádios, por exemplo, em 2011, Dukla usou o Stadion Evžena Rošického para duas partidas devido ao trabalho de reconstrução em Juliska. 

## Jogadores

### Elenco Atual
A partir de 18 de setembro de 2017. 
Nota: As bandeiras indicam a equipe nacional conforme definido nas regras de elegibilidade da Fifa . Os jogadores podem possuir mais de uma nacionalidade não-FIFA.
Nota: Bandeiras indicam equipe nacional, conforme definido pelas regras de elegibilidade da FIFA. Os jogadores podem ter mais de uma nacionalidade não-FIFA.
| N.º |                      | Posição | Jogador                                             |
| --- | -------------------- | ------- | --------------------------------------------------- |
| 1   | Chéquia              | G       | Filip Rada (Vice-capitão)                           |
| 3   | Chéquia              | A       | Štěpán Koreš                                        |
| 4   | Chéquia              | M       | Ondřej Brejcha                                      |
| 5   | Chéquia              | M       | Marek Hanousek (Capitão)                            |
| 8   | Chéquia              | A       | Patrik Brandner                                     |
| 9   | Chéquia              | A       | Jan Holenda                                         |
| 10  | Eslováquia           | M       | Frederik Bilovský                                   |
| 11  | Bósnia e Herzegovina | M       | Zinedin Mustedanagić (Emprestado pelo Sparta Praga) |
| 14  | Sérvia               | D       | Ivan Ostojić                                        |
| 15  | Chéquia              | M       | Daniel Tetour                                       |
| 16  | Eslováquia           | M       | Róbert Kovaľ                                        |
| 19  | Chéquia              | M       | Lukáš Holík                                         |
| 20  | Sérvia               | D       | Branislav Milošević                                 |
| 22  | Chéquia              | D       | Mario Holek (Emprestado pelo Sparta Praga)          |

| N.º |            | Posição | Jogador          |
| --- | ---------- | ------- | ---------------- |
| 23  | Montenegro | A       | Uroš Đuranović   |
| 25  | Chéquia    | D       | Michal Bezpalec  |
| 26  | Eslováquia | A       | Ivan Schranz     |
| 27  | Chéquia    | D       | Dominik Preisler |
| 28  | Chéquia    | A       | Adam Vlček       |
| 29  | Eslováquia | G       | Matúš Hruška     |
| 30  | Chéquia    | G       | Patrik Czehowsky |
| 33  | Chéquia    | D       | Ondřej Kušnír    |
| 39  | Chéquia    | D       | Jakub Podaný     |
| 52  | Chéquia    | D       | Martin Jiránek   |
|     | Eslováquia | M       | Samuel Dancák    |
|     | Chéquia    | D       | David Douděra    |
|     | Chéquia    | M       | Daniel Kozel     |
|     | Chéquia    | D       | David Šimek      |

## Equipe técnica atual
A partir de 18 de setembro de 2017. 
| Posição               | Nome                       |
| --------------------- | -------------------------- |
| Treinador             | Jaroslav Hynek             |
| Assistente            | Pavel Drsek                |
| Treinador de Goleiros | Tomáš Obermajer            |
| Preparador Fisico     | Lukáš Stránský             |
| Massagista            | Radek Havala, Daniel Kotek |
| Doutor                | Ladislav Šindelář          |

## Títulos

### Nacionais
- Campeonato Tcheco da Segunda Divisão: 1: 2010-11, 2023-24